# Битва на горі Ортігара
Битва на горі Ортігара (нім. Schlacht am Ortigara, італ. Battaglia del monte Ortigara) — військова битва, що відбувалася між італійською та австро-угорською арміями за володіння горою Ортігара на плато Азіаго на Італійському фронті Першої світової війни в період з 10 по 25 червня 1917 року. Битва на горі Ортігара не була найбільшою чи найкривавішою битвою на Італійському фронті, але протягом двох тижнів у червні 1917 року це був мікрокосм війни на гірському фронті та жахливого виснаження сил Великої війни. Ортігару часто називають «Альпійською Голгофою» через марну жертву найкращих італійських гірських військ. У рішучому наступі на плато Трентіно італійський генерал Етторе Мамбретті захопив гору Ортігара, що мала стратегічне значення на цій ділянці фронту. Однак він був швидко вибитий звідсіля австрійським генералом Артуром фон Меценсеффі в одних із найкривавіших альпійських боїв війни. Австрія втратила майже 9000 людей, а італійці пожертвували життям понад 23000 осіб (з них 2800 убитими).

## Історія

### Передумови
Італійське командування вирішили провести наступ на цій ділянці фронту, тому що внаслідок перемоги у попередній битві літом минулого року оборонні позиції Австро-Угорщини значно покращилися. Її угруповання створювали реальну загрозу італійським арміям, що оборонялися в регіонах Кадоре, Карнія та Ізонцо.
До битви було зосереджено значні засоби (300 тис. чоловік при 1600 гарматах), сконцентровані на короткому відтинку фронту довжиною всього в кілька кілометрів. Однак, попри тому, що італійці мали чисельну перевагу 3:1 як в особовому складі, так і в артилерійських системах, оскільки їм протистояли 100 000 австро-угорців із 500 гарматами, наступ все одно стікався з кількома проблемами:
- Оборонні позиції Австро-угорських військ були дуже міцними.
- Дуга, утворена протилежними оборонними рубежами була на користь австро-угорській артилерії.
- Італійські вихідні рубежі для наступу та окопи були переповнені, що ускладнювало маневр.
- Австро-угорське командування очікувало на наступ, тому фактор несподіванки не вдався.

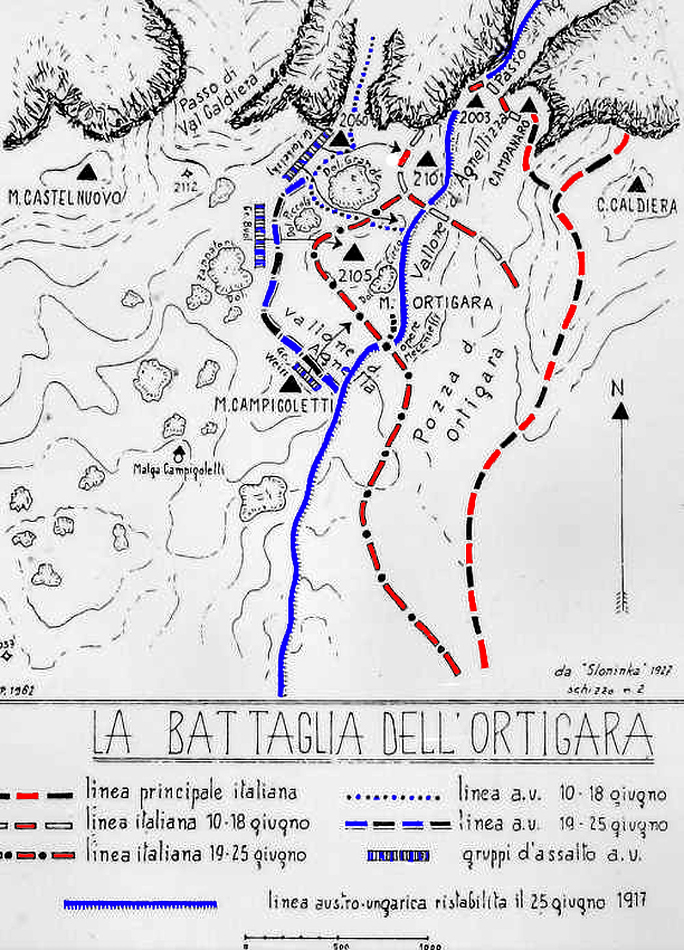
Карта битви на горі Ортігара

### Італійський наступ
10 червня італійські війська перейшли в атаку і після запеклих і кровопролитних боїв італійській 52-й альпійській дивізії вдалося захопити вершину гори Ортігара.
Австро-угорське командування негайно прислало на загрозливий напрямок багато підготовлених резервів. 25 червня 11 італійських батальйонів, що охороняли вершину, були атаковані австро-угорськими ударними військами, які вибили їх з панівної висоти, попри напружений опір італійських гірських військ.
Лише 52-га дивізія зазнала приблизно половини втрат італійців. Генерал Етторе Мамбретті, командувач 6-ю армією, був визнаний відповідальним за великі втрати та усунений від командування.